# 웅진플레이도시
웅진플레이도시(Woongjin Playdoci)는 웅진그룹 소속의 웅진플레이도시가 운영하는 스포츠 업체 빌딩(복합스포츠테마파크)이다.

## 시설
- 워터파크&온천스파는 실내 약 5,830평, 실외 약 1,200평 규모로 다양한 물놀이 공간
- 360야드, 200타석의 프리미엄 초대형 골프 연습장 골프도시
- 아쿠아리움
- 볼베어파크